# Eusebi Bosch i Humet
Eusebi Bosch i Humet (Sabadell, 27 d'octubre del 1860 - Barcelona, 12 de gener del 1948) va ser un músic intèrpret, compositor i director d'orquestra. La seva extensa producció inclou nombroses obres per a orquestra, per a tot tipus de formacions instrumentals de cambra, composicions per a cobla, banda, instruments solistes i cor, Cal destacar que entre les seves obres dramàtico-musicals hi trobem vuit òperes, totes elles basades en llibrets de literats catalans coetanis. Aquest compromís amb el teatre català suggereix el coneixement i possible participació en el moviment del Teatre líric català, que semblaria confirmat per una Rondalla en dos actes, un poema líric i una comèdia lírica.

## Biografia
Eusebi era fill de Josep Bosch i Rosa Humet, i net de Fidel Bosch i Llonch. Va començar els estudis amb el seu avi i mestre, Fidel Bosch, el qual era llavors professor de música del col·legi dels escolapis de Sabadell (Barcelona), i director de la Societat Coral d’aquesta ciutat; i amb el seu pare, Josep, el qual era també professor en el mateix col·legi i director de la Societat Coral el 1963. Tot seguit, va continuar els seus estudis, a la mateixa ciutat, amb Vilar Arteaga i Carles Gumersind Vidiella (piano), Domingo Sánchez Deyá (violí) i Gabriel Balart (composició). Amb quinze anys, va ser membre de l'orquestra del Teatre Principal, amb disset anys, va ser mestre de piano, amb vint, es va convertir en primer violí de la Societat dels Concerts de Barcelona i, amb vint-i-dos anys, va ser director d’orquestra a Barbastro, on va estrenar una missa. A més, l'any 1883 va guanyar, a la ciutat catalana de Manresa, un certamen que va premiar la seva obra per a cor a quatre veus op. 39. Més tard, l'any 1886, va tornar a Barcelona on va passar a ser el segon mestre d’una companyia d'òpera italiana que va actuar a la ciutat de Palma. Allà hi va escriure els seus op. 41 i 42. Tot seguit, l'any 1887 va passar a ser director d’una companyia d’òpera a Girona i, a l’agost d’aquest mateix any, va guanyar a A Coruña la Medalla d’Or pel seu Himno a la fraternidad universal op.44, i en la Bisbal de l’Empordà, un altre premi amb la seva Cançó dels fusters. L'any 1888, va estar de director a València fins que va ser trucat per a dirigir la gran Marcha de las naciones para orquestra y banda, op 48, escrita amb motiu de l'Exposició Universal de 1888. A continuació, l'any 1889, va guanyar tres premis, un a València, amb l’obra Coral para tres voces de niños y orquestra, op.50, i els altres restants a Meron (França) amb la seva Polonesa de concierto, op. 55. Al 1891 va triomfar a Vigo amb el premi de l’Orfeó Gallec pel seu Nocturno i, el 1892 va aconseguir un altre premi musical a Hainaut (Bèlgica).
L'any 1892 era director de l'Escola Municipal de Música de Sabadell on va tenir entre els seus alumnes el músic-sacerdot Jaume Bofarull Miró, i també va ser fundador i director de la banda d'aquesta ciutat vallesana. Entre el 1897 i el 1899 dirigia l'Escola Municipal de Música de Vic. També va ser professor de l'Escola Municipal de Sord-Muts de Barcelona (entre el 1918 i el 1925, pel cap baix) i de l'Escola Municipal de Cegos, on tingué d'alumne el futur compositor Nicanor Pérez. En el 1905 dirigia la barcelonina societat coral Catalunya Nova, i en dimití a l'any següent. En el 1917 va ser vicepresident de la nou-nada a Barcelona "Asociación de Maestros Compositores".
Fou autor de diverses òperes, nombroses obres de cambra, música religiosa (com una Missa), per a orgue, coral, sardanes...

## Obres
(Selecció)
- Balada de l'aigua i la donzella, op. 126 (1918), per a contralt i piano, amb lletra d'Ambrosi Carrion. Dedicat a Concepció Callao
- El ball de Sant Ferriol, arranjament per a cobla del ball. Enregistrat per la Cobla Sant Jordi al CD Esbart Català de Dansaires. Centenari Barcelona: Esbart Català de Dansaires, 2008
- Benedictus, op. 18, per a baix i harmònium amb acompanyament de 2 violins, flauta, 2 clarinets i contrabaix
- La cançó del fuster, op. 39 (1887), per a cor a quatre veus d'home, amb lletra de Joan Casanovas. Premiada per la "Societat Els Sis Parells" de la Bisbal
- Cant dels joves, op. 154, per a 4 veus d'home amb lletra de Joan Maragall
- Concert matinal vora la mar, op. 127 (1919), per a 7 veus de dona amb acompanyament d'instruments de corda, arpa i piano. Lletra de J. Molas-Valverde
- Coral, op. 43 (1889), per a tres veus de nens i orquestra
- Fantasía, op. 17, per a violí i piano
- Himno a la caridad, op. 77 (1897), per a tenor solista, 4 veus d'home i gran orquestra
- Himno de las Naciones (1888), himne de l'Exposició Universal de Barcelona
- Marcha procesional, op. 70 (1896), per a banda. dedicada al bisbe de Vic Josep Morgades i premiada al Segon congrés Eucarístic de Lugo
- Melancolía, op. 175, per a violí i piano
- Missa de Glòria, op. 26 (1899), per a 4 veus d'home, 4 solistes, quintet de corda, orgue i timbales
- La nit de Sant Joan, op. 95, per a cor a sis veus mixtes
- Nocturno, op. 54, per a cor a quatre veus. Premi 1891 "Sociedad Coral la Oliva" de Vigo
- El patatud, arranjament per a cobla del ball. Enregistrat al CD Esbart Català de Dansaires. Centenari
- Per la Pasqua, op. 148-1, amb lletra de Martí Genís
- Un recuerdo, op. 22, per a violí i piano. Medalla d'or 1892 de l'"Academie Artistique Scientifique et Litéraire" de Haimant (Bèlgica)
- La venditrice de fiori, op. 8, per a soprano i piano, amb lletra de Pietro Paolo Parzanese

### Obra dramàtico-musical
- Trilogia La Sort, conjunt d'òperes amb llibret d'Antoni Carrion, estrenat al Teatro del Bosque el 1918:
  - Epitalami, op. 112
  - El mal traginer, op. 115 (1914)
  - La núvia verge, op. 117 (1915)
- Sangre redentora, op. 118. Òpera en un acte amb llibret d'Ambrosi Carrion
- El Fill de Crist, op. 118 (1916). Òpera en un acte amb llibret d'Ambrosi Carrion
- Febo, op. 142. Òpera en 3 actes, llibret de Salvador Vilaregut inspirat en l'obra Nostra Senyora de París de Victor Hugo. Barcelona, 1920
- L'ànima condemnada. Òpera en tres actes amb lletra de Rossend Serra
- Redhya, op. 79 (1895). Òpera en dos actes, text de Frederic Garriga. Estrenada al Teatre del Bosc de Barcelona el 14 de setembre de 1906
- La roca de les mentides. Comèdia lírica en 1 acte. Llibret d'Ernest Soler i de les Cases. Barcelona, 1903
- Els esclops de la sort. Rondalla en 2 actes. Llibret d'Ambrosi Carrion i Juan. Barcelona, 1915
- Mediterrània, poema líric amb lletra d'Ambrosi Carrion, estrenat al Teatre Grec de Barcelona el 1930
- Los bandidos de la sabana. Sarsuela en tres actes. Llibret de Josep Maria Pous i Archer. Barcelona, febrer 1890
- Ki-ri-mon. Sarsuela en 2 actes. Llibret de Manuel Figuerola i Aldrofeu. Estrenada al Teatre Jardí Espanyol de Barcelona el dissabte, 23 de juliol de 1898.
- Un marido en libertad (Música celestial). Sarsuela en 1 acte. Llibret de Manuel Figuerola i Aldrofeu. Estrenada al Teatre Jardí Espanyol de Barcelona el 16 de juliol de 1898.
- Fam d'or, op. 84. Sarsuela en 3 actes. Llibret de Joaquim Albanell i Vila. 1899.
- La caritat, op. 87. Sarsuela històrica en 1 acte. Llibret de Joaquim Albanell i Vilas. 1901
- Lliga de protestants o el Luter de la Reforma. Sainet en 1 acte. Llibret de Josep Burgas i Burgas Estrenat al Teatre Tívoli de Barcelona el 9 de febrer de 1926

### Sardanes
- L'alegre primavera, op. 46
- La ben aimada
- En el camp, op. 21 (1922)
- Estiuenca, op. 104
- La festa de Súria (1930)
- Flor de perera, op. 122
- La joia del blat, op. 140 (1922)
- Jorn de noces, op. 136
- La més aimada, op. 20
- La nostra festa
- Els petits sardanistes, op. 15 (1907)
- La valenta, op. 137 (1920)

### Cançons sobre lletres deJacint Verdaguer
- A la verge de Montserrat. op. 141, Des del Montseny. op. 141, Dolç cautiveri, op. 161 núm. 2, L'arpa sagrada, op. 161 núm. 3, La puntaire. op. 141, Lo pare Falgàs, op. 151, Mon colomar. op. 141, Romanza

## Fons personal
L'Arxiu Històric de la Ciutat de Barcelona conserva una part del seu fons personal, integrat principalment per partitures manuscrites i impreses, correspondència i les Memòries d'Eusebi Bosch i Humet.